# Rhinichthys umatilla
Rhinichthys umatilla és una espècie de peix cipriniforme de la família dels ciprínids.

## Morfologia
- Els mascles poden assolir 12 cm de longitud total.[1][2]

## Hàbitat
És un peix d'aigua dolça i de clima temperat.

## Distribució geogràfica
Es troba a Nord-amèrica: conca del riu Colúmbia al Canadà (la Colúmbia Britànica) i els Estats Units (Idaho, Washington i Oregon).